# Équipe cycliste Ceramica Flaminia
L'équipe Ceramica Flaminia est une  équipe cycliste professionnelle italienne domiciliée en Irlande, qui a existé de 2005 à 2010. Durant ces six saisons, elle a le statut d'équipe continentale professionnelle et participe donc principalement aux épreuves de l'UCI Europe Tour. Elle comptait notamment dans ses rangs le champion d'Italie 2008 Filippo Simeoni, et l'Ukrainien Mikhaylo Khalilov, troisième de l'UCI Europe Tour 2008. Riccardo Riccò a fait son retour à la compétition le 18 juillet 2010 dans cette équipe après voir purgé sa suspension pour dopage.
En 2011, elle fusionne avec l'équipe De Rosa-Stac Plastic, pour former l'équipe De Rosa-Ceramica Flaminia.

## Histoire de l'équipe
L'équipe est fondée en 2005. En 2006, elle intègre les équipes continentales professionnelles.
En 2011, elle fusionne avec l'équipe De Rosa-Stac Plastic et devient De Rosa-Ceramica Flaminia.

## Classements UCI
L'équipe participe aux circuits continentaux et principalement à des épreuves de l'UCI Europe Tour. Les tableaux ci-dessous présentent les classements de l'équipe sur les différents circuits, ainsi que son meilleur coureur au classement individuel.
UCI America Tour
| Saison | Classement par équipes | Meilleur coureur au classement individuel |
| ------ | ---------------------- | ----------------------------------------- |
| 2009   | 40e                    | Diego Nosotti (310e)                      |

UCI Asia Tour
| Saison | Classement par équipes | Meilleur coureur au classement individuel |
| ------ | ---------------------- | ----------------------------------------- |
| 2010   | 30e                    | Daniele Colli (51e)                       |

UCI Europe Tour
| Saison | Classement par équipes | Meilleur coureur au classement individuel |
| ------ | ---------------------- | ----------------------------------------- |
| 2005   | 38e                    | Krzysztof Szczawinski (75e)               |
| 2006   | 22e                    | Aliaksandr Kuschynski (46e)               |
| 2007   | 28e                    | Mikhaylo Khalilov (25e)                   |
| 2008   | 7e                     | Mikhaylo Khalilov (3e)                    |
| 2009   | 10e                    | Giampaolo Caruso (15e)                    |
| 2010   | 14e                    | Enrico Rossi (10e)                        |

## Ceramica Flaminia en 2010[1]

### Victoires
| Date       | Course                                   | Pays     | Classe | Vainqueur           |
| ---------- | ---------------------------------------- | -------- | ------ | ------------------- |
| 03/04/2010 | 3e étape de la Semaine cycliste lombarde | Italie   | 2.1    | Riccardo Riccò      |
| 05/04/2010 | 5e étape de la Semaine cycliste lombarde | Italie   | 2.1    | Riccardo Riccò      |
| 11/04/2010 | À travers la Drenthe                     | Pays-Bas | 1.1    | Enrico Rossi        |
| 21/04/2010 | 2e étape du Tour du Trentin              | Italie   | 2.1    | Riccardo Riccò      |
| 25/06/2010 | Championnat de Lettonie contre-la-montre | Lettonie | CN     | Raivis Belohvoščiks |
| 05/07/2010 | 2e étape du Tour d'Autriche              | Autriche | 2.HC   | Riccardo Riccò      |
| 07/07/2010 | 4e étape du Tour d'Autriche              | Autriche | 2.HC   | Riccardo Riccò      |
| 11/07/2010 | Classement général du Tour d'Autriche    | Autriche | 2.HC   | Riccardo Riccò      |